# Camino de Santiago Baztanés

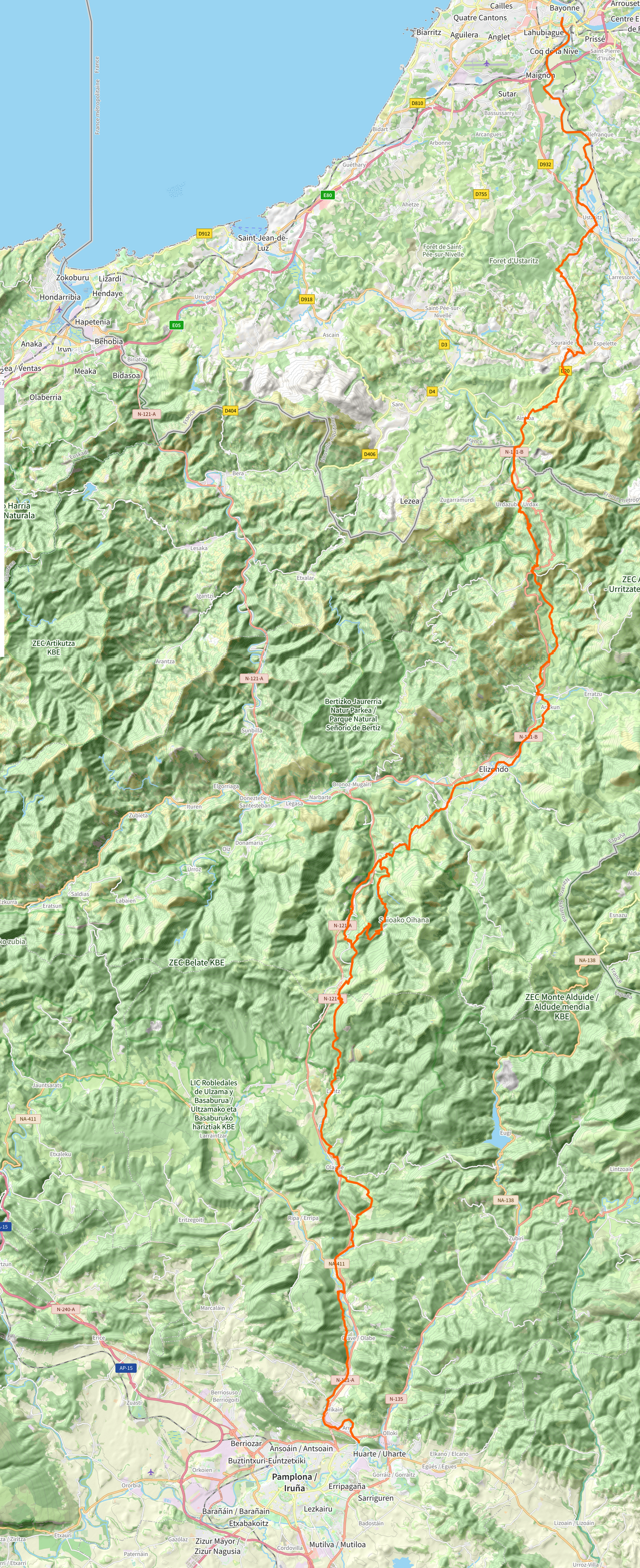
Camino de Santiago Baztanés.

El Camino de Santiago Baztanés es una ruta jacobea que cruza los Pirineos por el puerto más bajo de todas las que lo hacen en la actualidad. Se trata del Puerto del Velate.
Aunque no tan estudiada como otras, ésta es una de las más antiguas trayectorias conocidas. Los peregrinos procedentes de la ciudad francesa de Bayona descendían por el valle que le da nombre hasta alcanzar el Camino Navarro en la localidad navarra de Trinidad de Arre.
En estos momentos, existen ejecuciones en marcha para dotarla de servicios y señalizaciones útiles al peregrino.

## Ruta principal
| Municipio / comuna         | Provincia / departamento | A Santiago (km) | Web |
| -------------------------- | ------------------------ | --------------- | --- |
| Bayona                     | Pirineos Atlánticos      | 839             |     |
| Ustaritz                   | Pirineos Atlánticos      | 825             |     |
| Souraïde                   | Pirineos Atlánticos      | 817             |     |
| Ainhoa                     | Pirineos Atlánticos      | 810             |     |
| Dancharinea                | Navarra                  | 808             |     |
| Urdax                      | Navarra                  | 805             |     |
| Puerto de Otsondo          | Navarra                  | 795             |     |
| Maya (Baztán)              | Navarra                  | 789             |     |
| Arizcun (Baztán)           | Navarra                  | 784             |     |
| Elvetea (Baztán)           | Navarra                  | 780             |     |
| Elizondo (Baztán)          | Navarra                  | 779             |     |
| Lecároz (Baztán)           | Navarra                  | 777             |     |
| Irurita (Baztán)           | Navarra                  | 774             |     |
| Zigaurre (Baztán)          | Navarra                  | 771             |     |
| Ciga (Baztán)              | Navarra                  | 769             |     |
| Aniz (Baztán)              | Navarra                  | 765             |     |
| Berroeta (Baztán)          | Navarra                  | 763             |     |
| Almandoz (Baztán)          | Navarra                  | 760             |     |
| Puerto de Velate           | Navarra                  | 752             |     |
| Lanz                       | Navarra                  | 744             |     |
| Olagüe (Anue)              | Navarra                  | 739             |     |
| Leazcue (Anue)             | Navarra                  | 736             |     |
| Burutáin (Anue)            | Navarra                  | 730             |     |
| Ostiz (Odieta)             | Navarra                  | 727             |     |
| Endériz (Oláibar)          | Navarra                  | 726             |     |
| Oláiz (Oláibar)            | Navarra                  | 722             |     |
| Trinidad de Arre (Villava) | Navarra                  | 715             |     |

## Patrimonio de la ruta
La principal riqueza de esta ruta es sin duda alguna el alto valor ecológico, paisajístico y cultural. Entre los principales monumentos naturales y culturales que el peregrino puede encontrar se hallan los siguientes:
- Como bienes naturales destacan:
  - Parque Natural Señorío de Bértiz, en Bertizarana.
  - Cuevas de Ikaburua, en Urdax.

- La riqueza arqueológica de esta ruta se fundamenta principalmente en:
  - Yacimientos megalíticos, en el valle de Baztán.
  - Vestigios de la Calzada Romana, en el puerto de Velate.

- Algunos de los monumentos que el viajero puede visitar son:
  - Iglesia de Santiago, en Elizondo.
  - Iglesia de la Santa Cruz, en Elvetea.
  - Monasterio de Velate, en el puerto de Velate.
  - Basílica de la Trinidad, en Trinidad de Arre.
  - Monasterio de San Salvador, en Urdax.
  - Puente de la Magdalena, en Pamplona.

- El Museo etnológico de Elizondo es el centro cultural más notable que hallamos en este trazado.

- Entre las tradiciones regionales más conocidas se halla la Leyenda de los Agotes.

## Galería de imágenes
- Wikimedia Commons alberga una categoría multimedia sobre Camino de Santiago Baztanés.

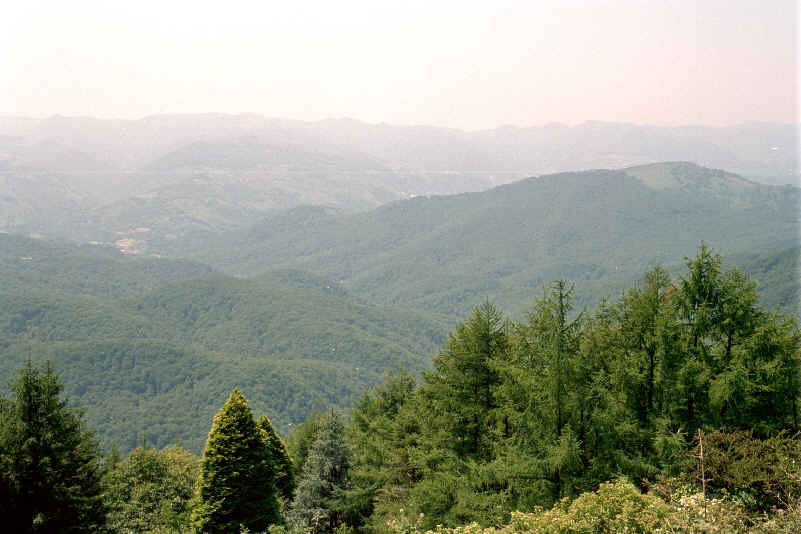
Parque natural del Señorío de Bértiz.
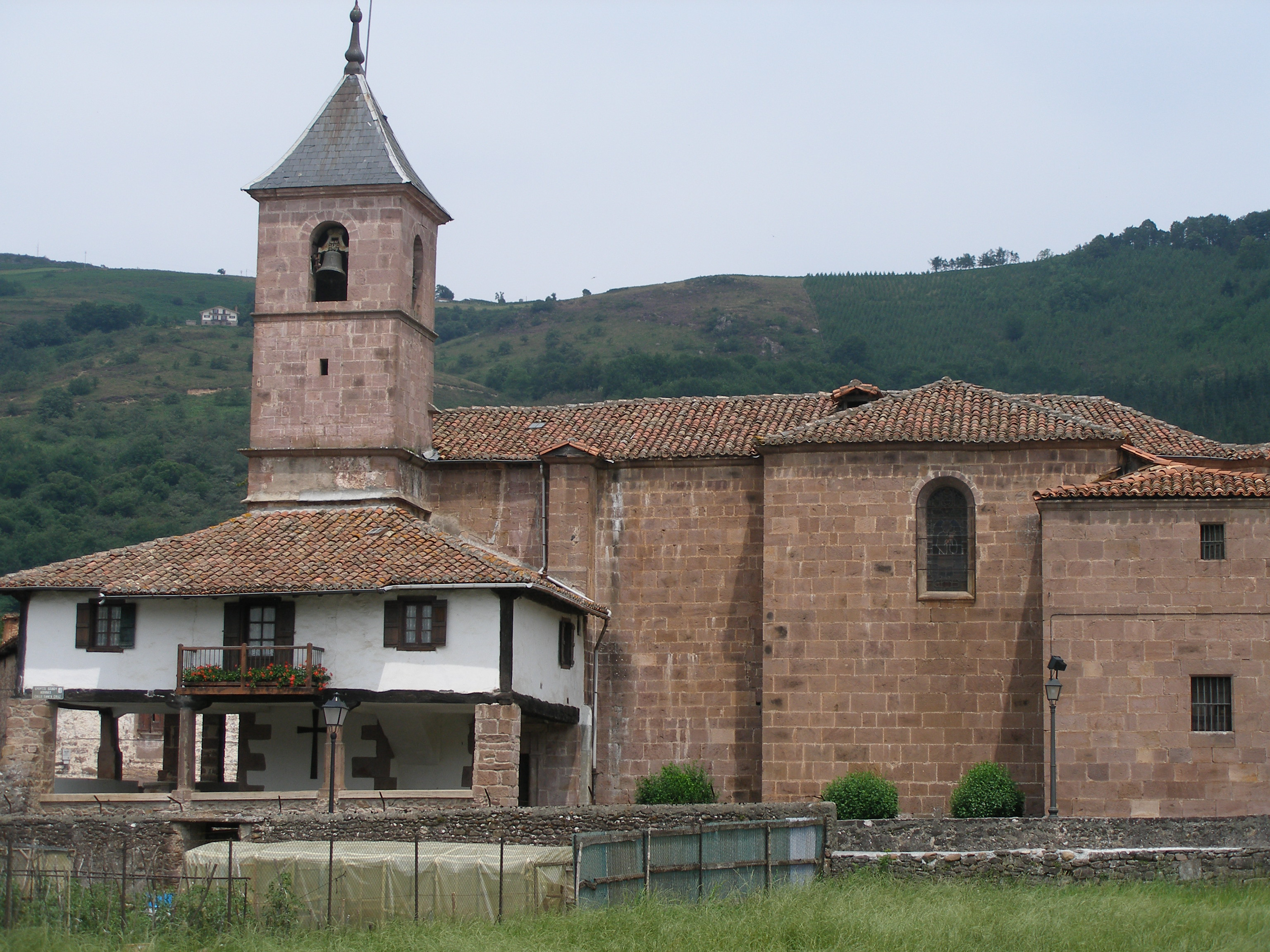
Iglesia de Santa Cruz en Elvetea.
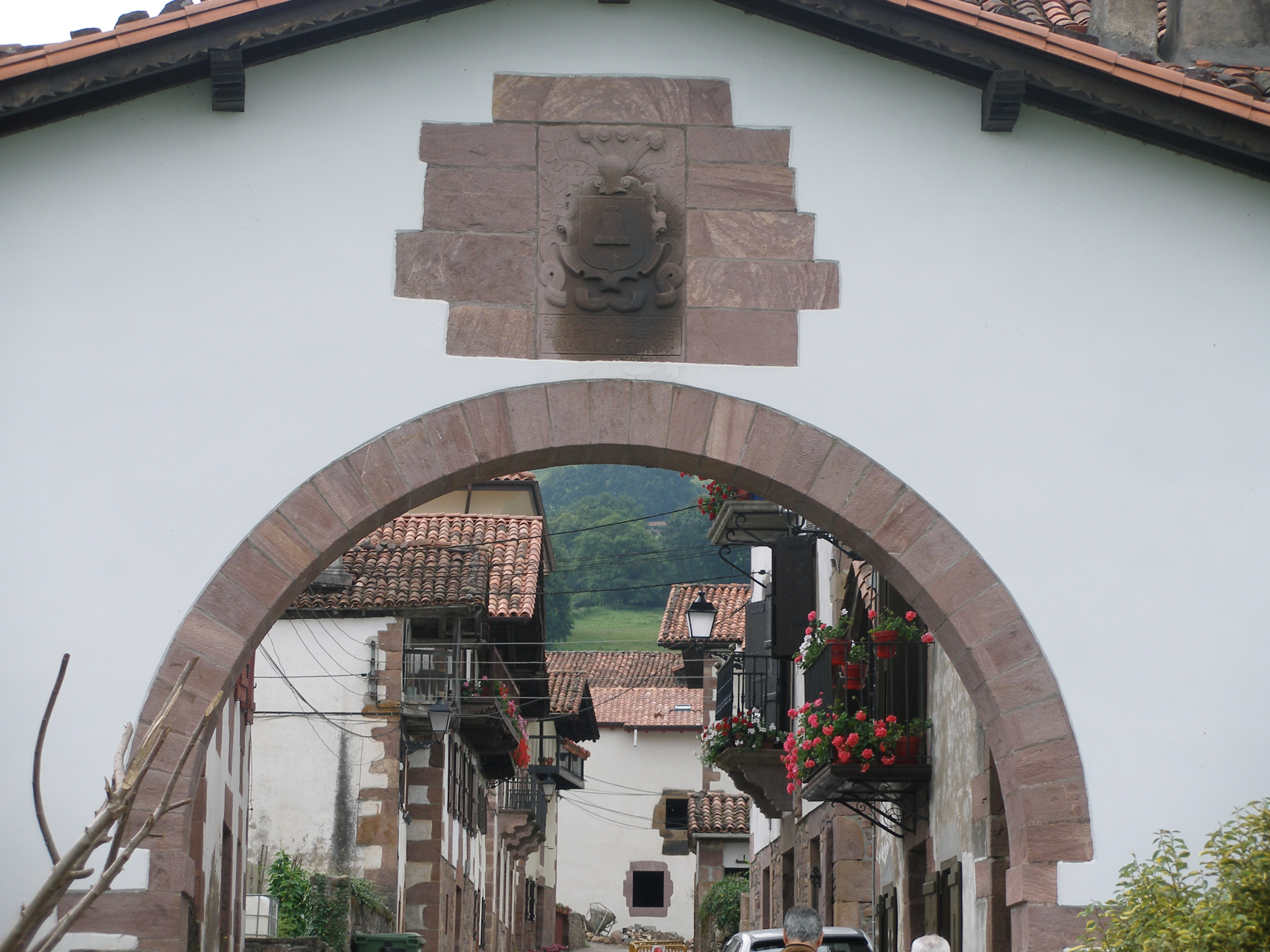
Puerta de Maya de Baztán.
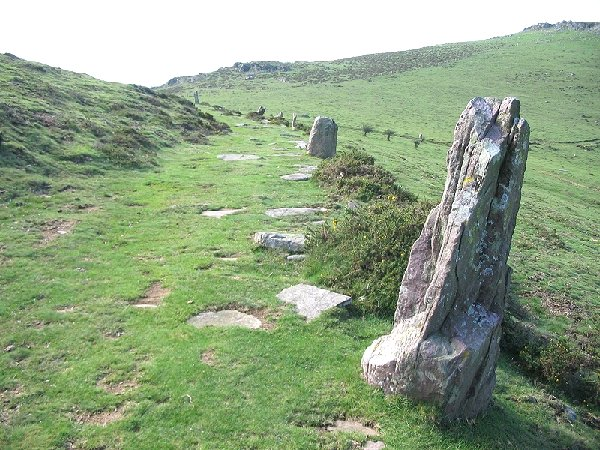
Puerto de Velate.
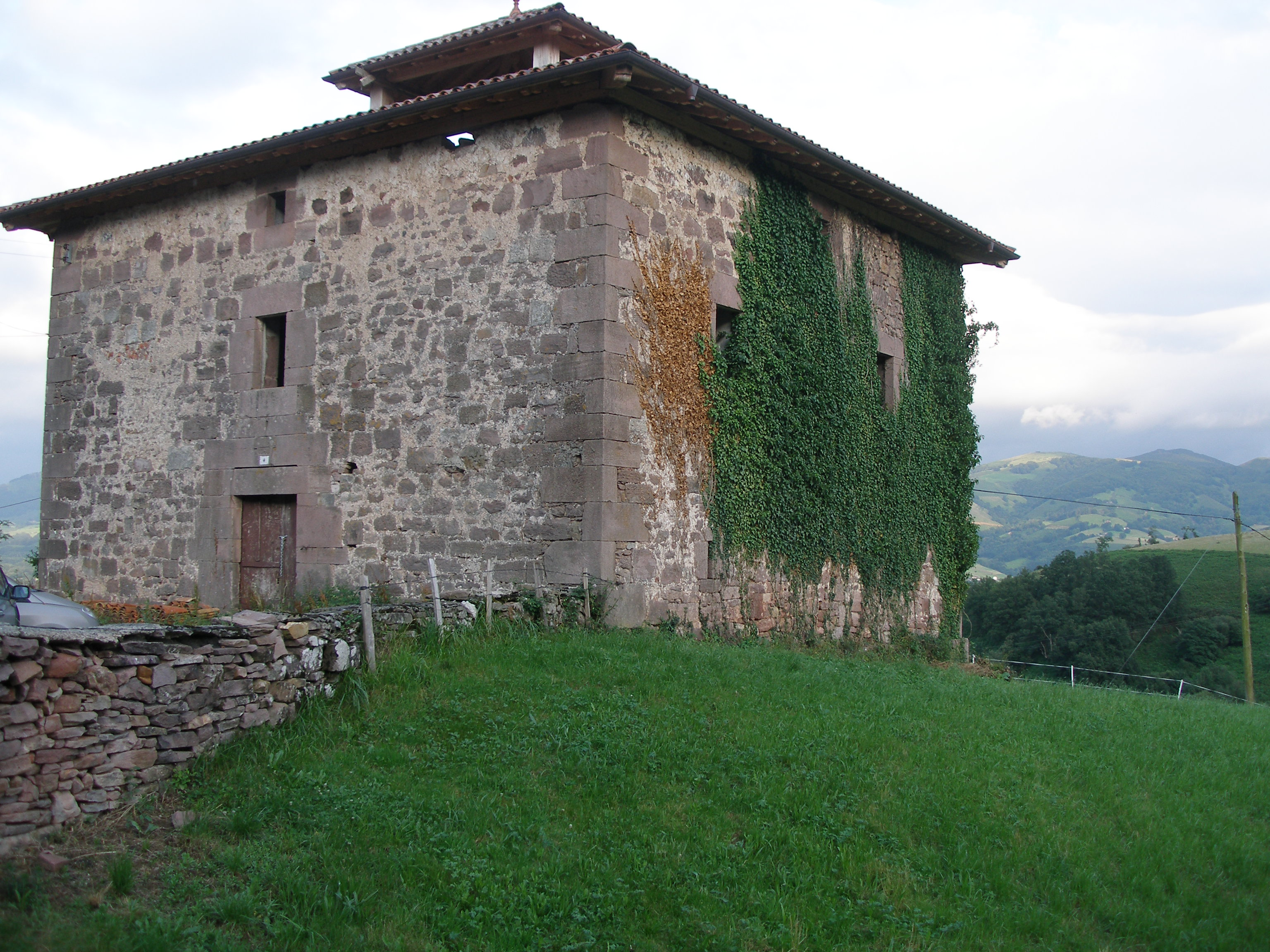
Azpilcueta (Navarra).
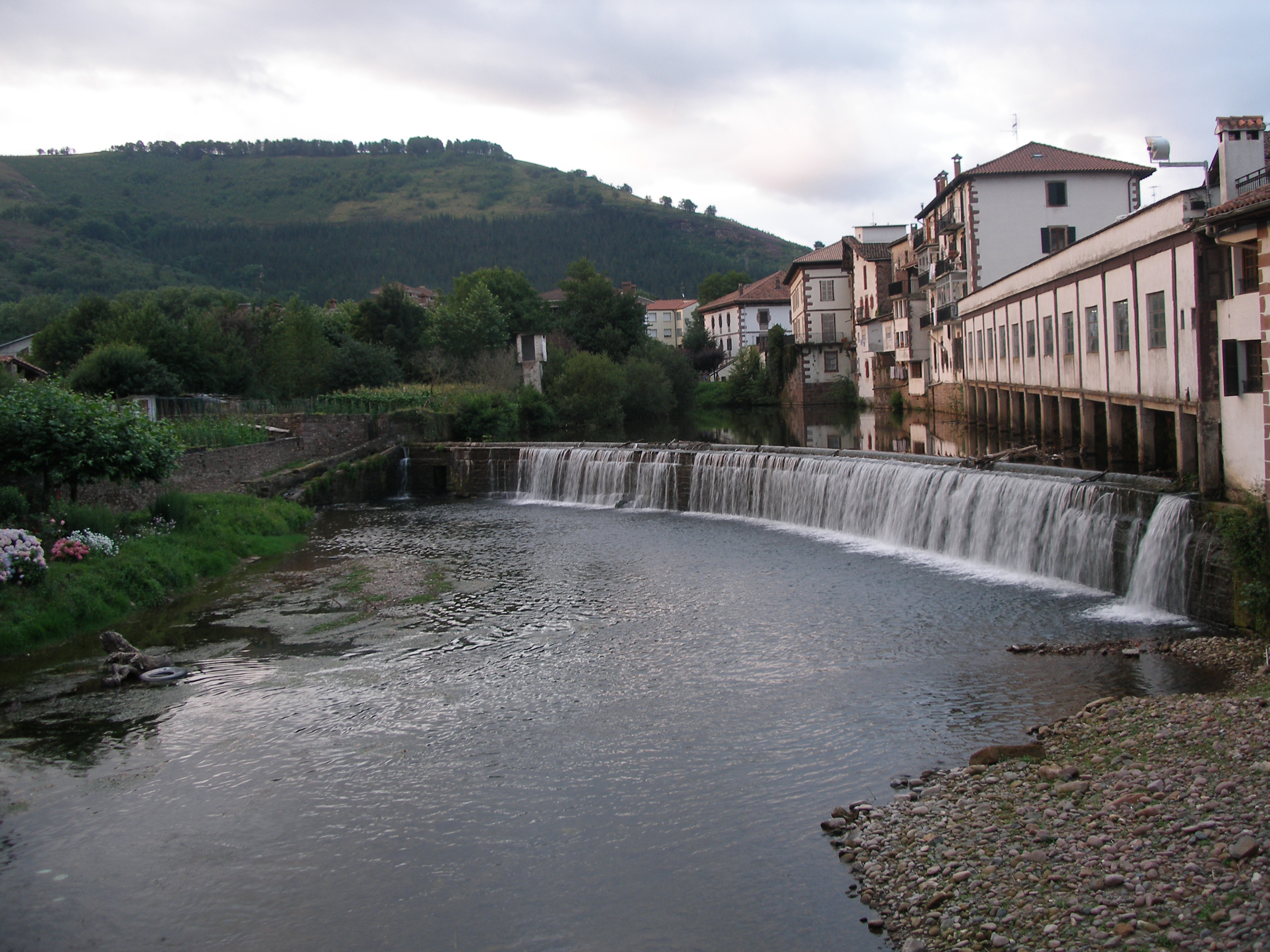
El río Bidasoa o Baztán, a su paso por Elizondo.

## Saber más
Este artículo es una ampliación de los Caminos de Santiago en España.

## Documentación y bibliografía
- Topoguía del Camino de Santiago de Baztán. Javier Rey. ENG Comunicación. 2006

## Información en la red
- Amigos del Camino de Santiago en Navarra

- Datos: Q3562197